# Antoine Barthélémy
Antoine Joseph Barthélemy (Brussel 3 februari 1764 - kasteel van Franc-Waret, 10 november 1832) was een Belgische liberale politicus, schepen van Brussel, volksvertegenwoordiger en lid van het Nationaal Congres..

## Levensloop
Barthélemy werd in Brussel geboren (parochie Sint-Goedele:  L'an 1764, le 3 du mois de février, baptisatus est Antonius-Josephus, filius legitimus Nicolaï-Josephi Bartholomy et Mariae-Franciscae Loyson, conjugum) en niet in Namen in 1766 zoals vaak is geschreven. Hij was de zoon van Nicolas-Joseph Barthélemy en Marie-Françoise Loison, die eerst in Brussel woonden alvorens naar Namen te verhuizen en er nog twee kinderen te krijgen.
Na studies aan de oude Universiteit Leuven, begon hij in 1787 zijn carrière als advocaat bij de Raad van Brabant.
In 1794 werd hij schepen van Brussel en moest zich onder meer verzetten tegen de hoge oorlogsbelastingen die aan de stad werden opgelegd.
Hij werd dan ook het volgende jaar al door de Franse overheid afgedankt en zou pas in 1807 zijn functie opnieuw opnemen. Hij bleef in de gemeenteraad zetelen, ook in de periode van het Verenigd Koninkrijk der Nederlanden en werd in 1822 bijkomend ook ontvanger van de Burgerlijke godshuizen. In het stadsbestuur richtten zijn inspanningen zich voornamelijk op de sanering van de stadsfinancies. Hij lag anderzijds aan de basis van het aanleggen van lanen boven op het traject van de vroegere vestingen van de stad.
In 1815 werd hij medestichter van L'Observateur, waar hijzelf vaak artikels in publiceerde.
Barthelemy werd lid van de Provinciale Staten van Zuid-Brabant en in 1821 van de Tweede Kamer. Hij was een groot pleitbezorger van een kanaal van Brussel naar Charleroi. Hij mocht er in 1826 de eerste spadesteek van doen en in 1832 het kanaal mee plechtig inhuldigen.
In 1820 werd Barthélemy ingewijd in de Brusselse loge 'L'Espérance. Hetzelfde jaar werden Eugène Defacqz en Barthélemy's schoonzoon Alexandre Gendebien in dezelfde loge ingewijd. Jacques Coghen en Joseph Odevaere waren er in 1815 ingewijd. Ook Jean Barbanson en Pierre-Théodore Verhaegen werden in deze loge ingewijd en in 1817 werd zelfs kroonprins Willem van Oranje in L'Espérance ingewijd en werd er ook achtbare meester van. Het is duidelijk dat het hier om een groep ging die het Verenigd Koninkrijk der Nederlanden, zeker tot in 1830, zeer genegen was.

## Belgisch koninkrijk
In 1830 werd Barthélemy door het arrondissement Brussel naar het Nationaal Congres gestuurd. Hij stemde er zeer in overeenstemming met de meerderheid van de afgevaardigden: voor de onafhankelijkheidsverklaring, voor de eeuwigdurende uitsluiting van de Nassaus, voor de hertog van Nemours als koning, voor Surlet de Chokier als regent, voor Leopold van Saksen Coburg als koning en ten slotte voor de aanvaarding van het Verdrag der XVIII artikelen.
Niet alleen behoorde hij tot de 50 leden die de kandidatuur van de hertog van Nemours voordroegen, maar hij was hun woordvoerder om de argumentatie voor deze voordracht uiteen te zetten.
In totaal nam Barthélemy 26 maal het woord als lid van het Congres en nog 14 maal vanuit zijn functie van minister van Justitie.
Onder het regentschap van Surlet de Chokier werd hij minister van Justitie (24 maart tot 21 juli 1831) en bleef tegelijk lid van het Nationaal Congres.
Hij werd in augustus 1831 tot volksvertegenwoordiger verkozen voor het arrondissement Brussel, maar bleef niet lang zetelen, aangezien hij op 10 november 1832 overleed.
Zijn enige dochter was getrouwd met Alexandre Gendebien.

## Publicaties
- Dissertation sur l'ancien et le nouveau système hypothécaire, Brussel, 1806
- Exposé succinct de l'état des Pays-Bas, depuis le XVe siècle jusqu'au traité de paix de Paris, le 30 mai 1814, Brussel, 1814
- Des gouvernements passés et du gouvernement à créer, suite de l'exposé succinct, etc., Brussel, 1815
- Mémoire sur l'établissement d'une communication entre Bruxelles et Charleroi, au moyen d'un canal de petite dimension, Brussel, 1817.
- Réflexions d'un vieux théologien, ancien licencié en droit canon à l'Université de Louvain, sur les discussions de la seconde chambre des états généraux, dans les séances des 13, 14 et 15 décembre 1825, Brussel, 1826

## Eerbetoon
- Een laan in Brussel draagt zijn naam.